# Adolfo Döring
Adolf o Adolfo Döring (Neuwaake, Hannover, 22 de enero de 1848 – Capilla del Monte, Córdoba, 19 de febrero de 1925) fue un zoólogo, químico y geólogo germano - argentino. Fue uno de los muchos sabios europeos llevados a la Argentina a instancias de Carlos Germán Burmeister; se le deben estudios sobre las aguas continentales y la estratigrafía cordobesa y patagónica.
Llegó a la Argentina junto con su hermano Oscar, llamado en 1872 por Burmeister; interrumpió para ello sus estudios de ciencias naturales en la Universidad de Göttingen. Se le contrató como ayudante de Máximo Siewert en la cátedra de Química de la Universidad Nacional de Córdoba; en 1875 fue nombrado titular de la cátedra, una de las que en 1876 se incorporó a la Facultad de Ciencias Exactas y Naturales que dirigía su hermano. Tras reemplazar a Siewert fue nombrado secretario de la Academia Nacional de Ciencias, cargo desde el cual se ocupó de la fundación del Boletín de la entidad. Desde 1892, al retiro de Burmeister, hasta 1916 Döring ocupó también la cátedra de Zoología.
En 1879 integró la comisión científica que acompañó al Ejército Argentino en la Campaña del Desierto, explorando la región del Río Negro y realizando observaciones geológicas, zoológicas y paleontológicas que se publicarían posteriormente. La mayoría de sus escritos apareció en el Boletín que había fundado; publicó extensamente sobre la sistemática de los moluscos argentinos, las aguas mineralizadas del interior y la composición estratigráfica de la Patagonia y Córdoba.
Se le debe también la primera urbanización de Capilla del Monte, construida alrededor de una estancia de su propiedad.

## Publicaciones
- 1872. Bemerkungen über die Bedeutung und Untersuchungen über die chemische Zusammensetzung der Pulmonaten-Schale ( Comentarios sobre la importancia y los estudios sobre la composición química de la cáscara Pulmonata). Ed. Huth. 41 pp.
- 1876. El aire
- 1877. La química del carbono o tratado de química orgánica según las teorías modernas, con aplicación a las artes, industria, medicina y farmacia
- 1881. Informe Oficial de la Comisión Científica Agregada al Estado Mayor General de la expedición al Río Negro: (Patagonia) realizada en los meses de abril, mayo y junio de 1879, bajo las órdenes del General Roca. Imprenta de Ostwald y Martínez. 530 pp.
- 1882. La sierra de Choyque Mahuida
- 1882. Zoología
- 1914. Der "altere Lenneschiefer" in der Gegend von Gummersbach. Ed. Rheinische Friedrich-Wilhelms-Universitat. 40 pp.
- 1918. Nota al estudio sobre la constitución geológica del subsuelo en la Cuenca de Córdoba del Dr. Joaquin Frenguelli
- 1921. Reminiscensìas historico-etnograficas: I. Iberos y Euskaros y la misión civilizadora de la Iberia en tiempos prehistoricos. Nº 4 de Miscelánea. Ed. Academia Nacional de Ciencias (Córdoba, Argentina). 181 pp.
- 1939. Diario de los miembros de la Comisión científica de la expedición de 1879. Imprenta López. 174 pp.

- Datos: Q365057
- Especies: Adolf Döring